# Байранбеков, Курбан Абакарович
Курбан Абакарович Байранбеков (26 июля 2001, с. Джавгат, Кайтагский район (по другим данным — Кизляр), Дагестан, Россия) — российский боксёр-любитель, выступающий в легчайшей и полулёгкой весовых категориях. Мастер спорта России, чемпион России (2021), серебряный призёр Всероссийской Спартакиады (2022) в любителях.

## Спортивная карьера
В марте 2019 года в Хасавюрте стал победителем первенства СКФО по боксу среди юниоров. В сентябре 2020 года в Одинцово стал победителем всероссийских соревнованиях памяти Иосифа Кобзона и выполнил нормативы Мастера спорта России. 4 сентября 2021 года в Кемерово одолев в финале Максима Чернышёва стал чемпионом России. 10 октября 2024 года в Иркутске, уступив в полуфинале Максиму Кузнецову из Кировской области, стал бронзовым призёром чемпионата России.

## Достижения
- Чемпионат России по боксу 2021 — ;
- Чемпионат России по боксу 2024 — ;
- Кубок России по боксу 2025 — ;